# Burishwar
De Burishwar (ook Paira of Payra) is een rivier in het zuiden van Bangladesh die onderdeel uitmaakt van de Gangesdelta. De rivier stroomt door de districten (zila's) Barisal, Patuakhali en Barguna.  
De Burishwar kent een meanderend verloop. De lengte van de rivier bedraagt 90 kilometer, de gemiddelde breedte is 1.200 meter. Het identificatienummer van de Bangladesh Water Development Board binnen de zuidwestelijke regio is 57. 
Er zijn op verscheidene plaatsen veerverbindingen over de Burishwar. Ruim 10 kilometer ten noorden van Patuakhali ligt de enige brug over deze arm van de delta, de Payrabrug.